# ライフクリエーション
株式会社ライフクリエーション（英称:LIFE CREATION Ltd.）は、大阪府大阪市に本社を置いていた不動産会社。立地を訴求したマンションブランド「クレアート」の展開の他、分譲マンションの販売、リノベーション、不動産賃貸仲介などを行っていた。

## 概要
投資型マンション分譲事業を中心に、不動産の総合コンサルタント業として一貫したサービスを提供。投資型マンション分譲事業では、オリジナルブランドである「クレアート」を展開していた。
1997年（平成9年）10月に設立され、2003年（平成15年）12月に現代表者が買い取り、当初は投資型マンションの販売代理業務を主体としていた。その後は「クレアート」シリーズのブランド名で自社開発も手がけるようになり、2006年（平成18年）12月期には売上高25億2,600万円内外を計上していた。
しかし不動産市況の悪化により販売が思うように進まなくなり、2008年（平成20年）12月期には売上高が18億円内外まで減少。自社開発参入による借り入れ負担も重荷となり、資金繰りの見通しが立たず、2010年（平成22年）2月18日に事業を停止。破産手続開始申立を行い、同年3月4日に大阪地裁より破産手続きの開始決定を受けた。負債額は約12億円。

## 事業内容
- 投資型マンション分譲事業
- マンション分譲事業
- 賃貸管理事業
- リノベーション事業